# Религия в Зимбабве
Крупнейшие религии Зимбабве
 Христианство (87 %) Африканские традиционные религии (3,80 %) Ислам (1,00 %) Другие религии (0,40 %) Нерелигиозность (7,90 %)
Религия в Зимбабве — совокупность религиозных верований, присущих народам этой страны. 85% населения Зимбабве исповедует христианство.

## Христианство
| Христианство в Зимбабве     | Христианство в Зимбабве | Христианство в Зимбабве | Христианство в Зимбабве | Христианство в Зимбабве |
| От общего числа жителей     |                         |                         | Процент                 |                         |
| --------------------------- | ----------------------- | ----------------------- | ----------------------- | ----------------------- |
| афро-христианские верования |                         |                         | 33 %                    |                         |
| Пятидесятники               |                         |                         | 17 %                    |                         |
| Остальные протестанты       |                         |                         | 16 %                    |                         |
| Католики                    |                         |                         | 10 %                    |                         |
| Прочие христианские группы  |                         |                         | 8 %                     |                         |

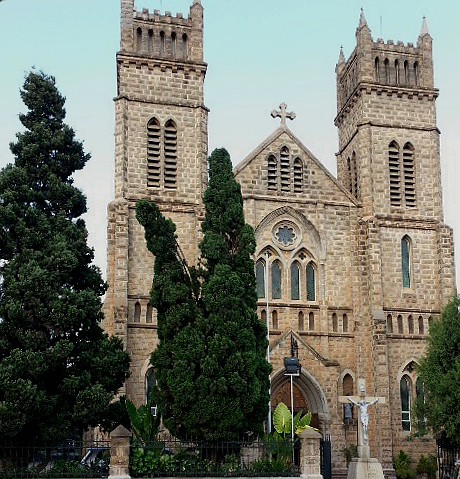
Кафедральный собор Святого Сердца в Хараре

В конце XIX века территория Зимбабве попала в зону интересов Британской империи, получила название Южная Родезия и стала заселятся белыми поселенцами. С 1923 года — самоуправляемая колония под властью британской короны. Христианская миссия в этот период в основном велась англиканами и различными протестантскими группами, однако католики также вели миссионерскую деятельность.
Согласно данным государственного исследования, большинство населения Зимбабве — христиане (85 %). В это число включены прихожане афро-христианских синкретических верований и сект (33 % населения). Крупнейшей христианской конфессией являются пятидесятники — 17 % населения. Остальные протестантские церкви объединяют 16 % жителей страны, католиков — 10 %. Прочие христианские группы (парахристианские, православные) насчитывают 8 % населения.
Крупнейшими церковными союзами в стране являются Зимбабвийские Ассамблеи Бога в Африке (1,6 млн.), Католическая церковь (1,2 млн), Адвентисты седьмого дня (482 тыс.), англикане (320 тыс.), Церкви Христа (225 тыс.), Методистская церковь Зимбабве (120 тыс.), Баптистская конвенция (110 тыс.), Армия Спасения (110 тыс.), Ассамблеи Бога (100 тыс.).

### Католицизм
Первое появление католических миссионеров на территории современного Зимбабве датируется серединой XVI века, в 1561 году иезуит Гонсалу да Сильвейра крестил короля Мономотапы, под властью которого находились земли современного Зимбабве. В XVII веке здесь действовали миссии иезуитов и доминиканцев, в 1670 году был рукоположен первый местный священник, которым стал сын мономотапского царя. Однако до XIX века христианские миссионерские успехи носили единичный характер.
2 июля 1879 года Святой Престол учредил миссию sui iuris Замбези, выделив её из апостольского викариата Натала (сегодня — архиепархия Дурбана).
Католическая церковь Зимбабве является частью всемирной Католической церкви. Численность католиков в Зимбабве составляет около 1 миллиона 50 тысяч человек (8,3 % от общей численности населения) по данным Католической энциклопедии; 1 миллион 280 тысяч человек (8,8 %) по данным сайта Catholic Hierarchy.

### Протестантизм
Протестантизм играет важную роль в Зимбабве, где более половины населения являются протестантами. Самые распространенные конфессии - это англиканство, методизм и адвентизм седьмого дня. Протестантизм был введен в Зимбабве во время колонизации британцами в 19 веке и был использован для культурной и религиозной ассимиляции местного населения. В ходе борьбы за независимость Зимбабве в 1960-х и 1970-х годах многие протестантские церкви играли важную роль в борьбе против колониального правления. Сегодня протестантизм остается одной из самых популярных религиозных традиций в Зимбабве, и протестантские церкви продолжают играть важную роль в общественной жизни страны.

## Ислам

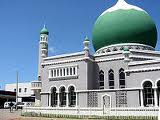
Мечеть в Квекве

Ислам получил распространение на территории Зимбабве из Восточно-Африканского побережья вместе с арабскими купцами и работорговцами. По мнению археолога Дж. Т. Бента именно арабы являются строителями главного города средневекового государства  Мономотапа Большой Зимбабве (около 1130 года). В период правления Оманской династии Аль Саид в султанате Занзибар арабские работорговцы достигали территории  Зимбабве из своих баз на побережье Танзании, Малави и Мозамбика. Из соседнего Малави мигрировали мусульмане из племени Яо. Незначительное количество коренного населения страны также приняли ислам. В 1992 году опасаясь роста мусульманского радикализма, правительство Зимбабве объявило о запрете публичных молитв для мусульман.

## Межрелигиозные отношения
С 1964 года в стране функционирует Совет церквей Зимбабве, который является членом Всемирного совета церквей и Содружества христианских советов Южной Африки.